# Wisconsin State Assembly

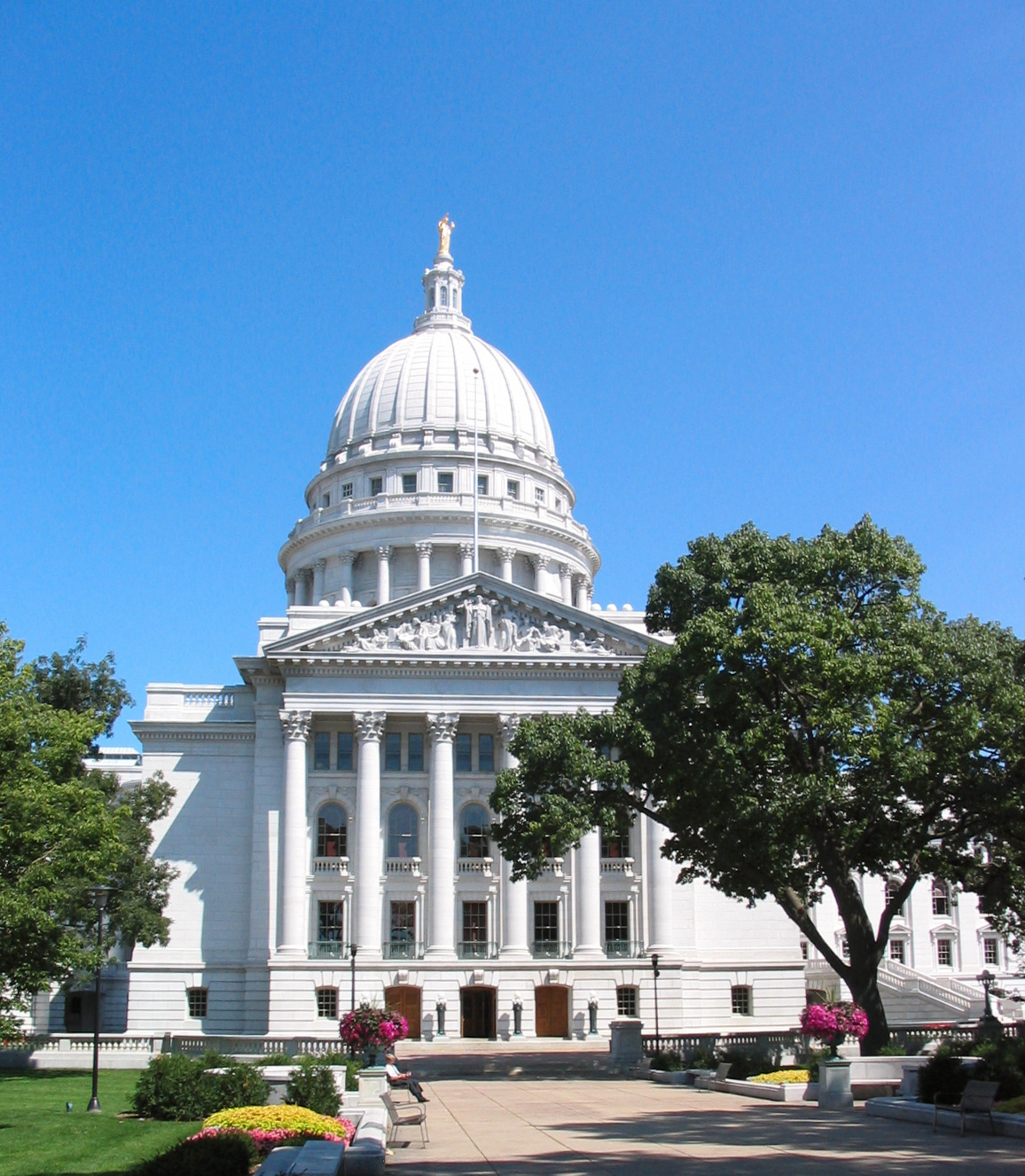
Het Wisconsin State Capitol

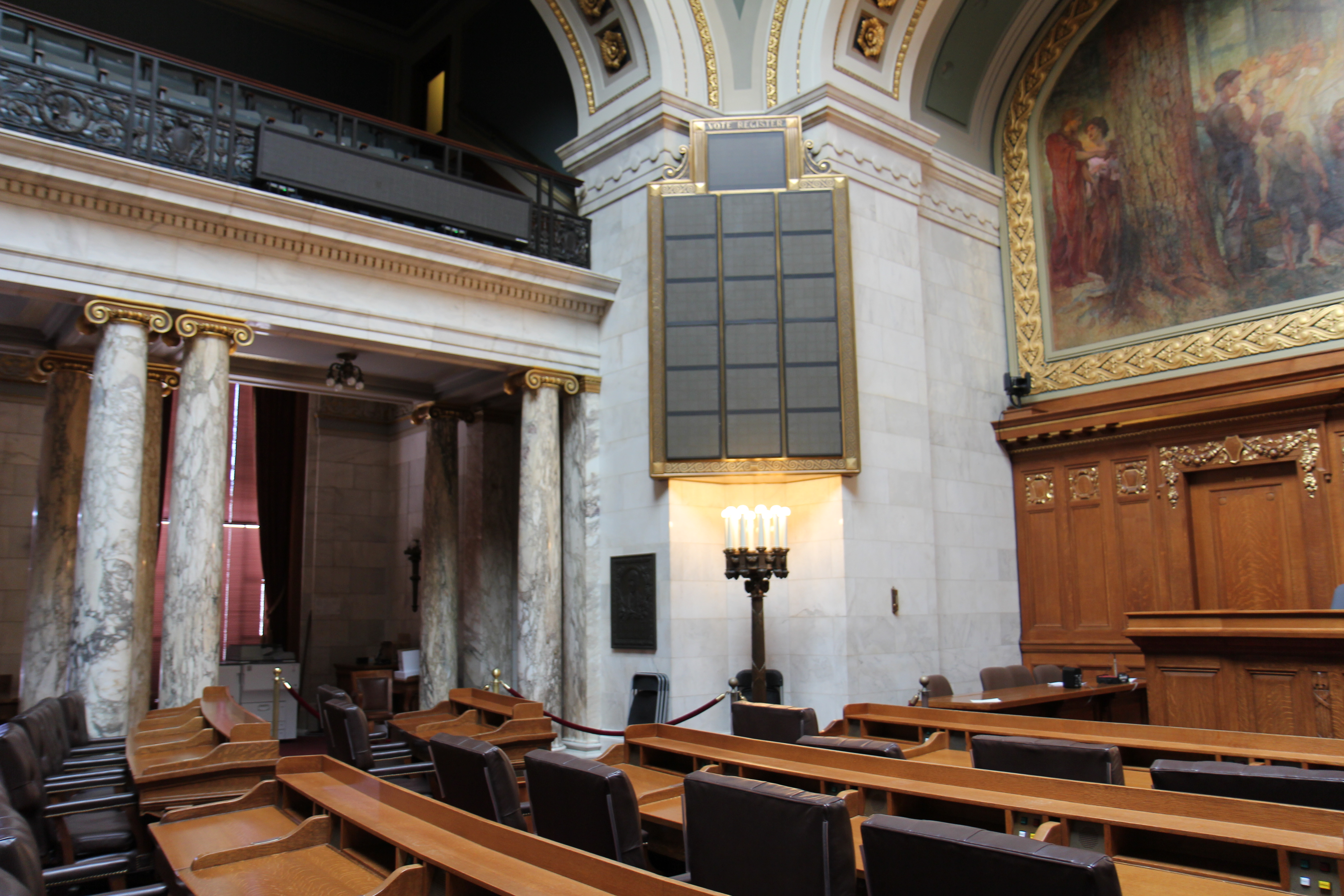
Zaal van het Wisconsin State Assembly

Het Wisconsin State Assembly is het lagerhuis van de Wisconsin Legislature, de wetgevende macht van de Amerikaanse staat Wisconsin. Het Wisconsin State Assembly heeft 99 leden die verkozen worden vanuit verschillende kiesdistricten in de staat. Elke lid heeft een termijn van twee jaar.

## Huidige samenstelling
| Partij        | Partij               | Zetels |
| ------------- | -------------------- | ------ |
|               | Republikeinse Partij | 60     |
|               | Democratische Partij | 38     |
|               | Vacant               | 1      |
| Aantal zetels | Aantal zetels        | 99     |
| Meerderheid   | Meerderheid          | 50     |